# Virginia Zeani
Virginia Zeani (Solovăstru, 21 de outubro de 1925 – West Palm Beach, 20 de março de 2023) foi uma soprano romena, particularmente associada ao repertório italiano, especialmente no papel de Violetta em La Traviata de Giuseppe Verdi.

## História
Virginia Zeani nasceu com o nome Virginia Zehan, em Solovastru, Romênia. Estudou, primeiramente, em Bucareste, com Lucia Anghel, com a soprano de coloratura Lydia Lipkowska e em Milão com o grande tenor Areliano Pertile.
Sem nenhuma experiência em palcos, em maio de 1948, ela fez sua estreia profissional em Bologna, Itália, no lugar da indisposta Margherita Carosio, como Violetta em La Traviata e foi imediatamente oferecido a ela uma turnê com mais trinta performances. Violetta foi um papel que Zeani cantou, aproximadamente, 648 vezes em todo o mundo, durante sua carreira. Seu parceiro naquela noite foi Arrigo Pola, o professor de voz de Luciano Pavarotti.
Sua carreira foi, primeiramente, focada na Itália, onde ela cantou em muitas casas de ópera regionais. Ela cantou muitos papéis grandes em pequenas casas, para ganhar experiência.

## Reconhecimento
Em janeiro de 1950 ela foi convidada para estrelar em uma turnê de três meses, ou uma temporada, no Cairo e em Alexandria, no Egito, cantando Violetta, Nedda, Michaela e o mais significante, Adina de L'elisir d'amore (Gaetano Donizetti), ao lado do grande tenor italiano Beniamino Gigli. Ela com 24 anos e ele com 60.
Em 1952 teve uma grande oportunidade, quando o maestro Tullio Serafin a escolheu para substituir Maria Callas como Elvira em I Puritani no Teatro Communale em Florença, já que Callas estava indisposta. Logo sua reputação começou a crescer, recebendo convites de muitas casas de ópera da Europa e assim Violetta foi seu papel de estreia em Viena e Paris. Ela fez sua estreia no Teatro alla Scala, Milão, em 1956 como Cleopatra de Giulio Cesare, de Georg Friedrich Händel, ao lado de Nicola Rossi-Lemeni, com quem acabou se casando.
A sua estreia na Inglaterra aconteceu apenas em 1960, no Covent Garden, mesmo tendo feito turnês de imenso sucesso pela Grã-Bretanha por muito tempo, antes desse convite. Sua apresentação foi para substituir a soprano Joan Sutherland, sendo convidada em cima da hora da apresentação. Ela chegou ao Royal Opera House as 16h, após uma noite em claro e um voo de Viena até Paris. Ela chegou até o teatro sem conhecer seus colegas e perguntou "Qual de vocês é o meu Alfredo?". Zeani também apareceu em Barcelona, Leningrado, Moscou, Filadelfia, Bucareste, etc. e eventualmente no Metropolitan Opera em Nova Iorque, como Violetta, em 1966.

## Repertório
No começo de sua carreira, ela ganhou um considerável sucesso em papéis de bel canto, como em Lucia di Lammermoor, Gilda em Rigoletto, Elvira em I Puritani e Linda di Chamounix e papéis líricos leves, como Manon de Jules Massenet e Marguerite em Faust de Charles Gounod. Com a sua voz madura, ela gradualmente mudou seu repertório para os papéis dramáticos, incluindo Manon Lescaut, Madama Butterfly e Tosca de Giacomo Puccini e de óperas veristas, incluindo Fedora e Adriana Lecouvreur. Ela interpretou mais papéis de Verdi, como Aida, Desdemona, Elisabetta, Alzira e Lina, como também heroínas Wagnerianas, como Elsa em Lohengrin e Senta em Die Fledermaus.
Ela cantou, ao todo, 69 papéis grandes, sem contar dois papéis que tiveram suas performances canceladas.
Participou em concertos com grandes cantores, como os tenores Beniamino Gigli, Mario Filippeschi, Ferruccio Tagliavini, Carlo Bergonzi, Nicolai Gedda, Alfredo Kraus, Jon Vickers, Luciano Pavarotti e Plácido Domingo, as mezzo-sopranos Giulietta Simionato, Fedora Barbiere, Shirley Verrett, Lili Chookasian, Grace Bumbry, os barítonos Gino Bechi, Tito Gobbi, Nicolae Herlea e os baixos Nicola Rossi Lemeni, Boris Christoff, etc.

## Morte
Zeani morreu em West Palm Beach, Flórida em 20 de março de 2023, aos 97 anos.

## Presente
Virginia Zeani retirou-se dos palcos em 1983, e, juntamente com seu marido Nicola Rossi Lemeni, em 1980, começou a ensinar canto na escola de música da Universidade de Indiana.
Algumas das alunas mais famosas da soprano incluem Elīna Garanča e Vivica Genaux.